# محمد سراج معروف
محمد سراج معروف (8 أبريل 1951- 25 ديسمبر 2015)، كان مؤذناً في المسجد الحرام بمكة المكرمة لنحو 40 عامًا، وذلك من عام 1386هـ / 1966م بشكل غير رسمي، أي منذ أن كان عمره 12 عامًا، وقد كان يرفع الأذان نيابةً عن والده الشيخ سراج عبد الرحمن معروف أثناء مرضه، ثم تعين رسميًا عام 1403هـ/ 1983م حتى وفاته في 14 ربيع الأول 1437 هـ / 25 ديسمبر 2015.

## حياته
ولد في مكة يوم 8 أبريل 1951، ودرس المرحلة الابتدائية بمدارس الفلاح بمكة، وفي مدارس الفيصلية درس المتوسطة، والثانوية في الشاملة، وتابع دراسته الجامعية بكلية الشريعة بجامعة أم القرى، وقد بدأ حياته العملية كموظف في وزارة الصحة، أما بالنسبة للأذان فقد كانت بداياته حين كان يبلغ من العمر 12 عاماً، فقد تأثر وتعلق بالأذان منذ طفولته اقتداءً بوالده وأجداده الذين سبق لهم العمل في آذان المسجد الحرام، وكان في صغره يقوم برفع الأذان من أعلى سطح منزل العائلة، وعندما مرض والده طُلِب منه القيام بالأذان نيابة عنه منذ عام 1386هـ، ولاحقاً تم تعيينه بشكل رسمي ليكون مؤذناً في المسجد الحرام، وكان ذلك سنة 1403 هـ وقد استمر بصفته مؤذنًا في الحرم المكي حتى وفاته، أي ما يقارب 34 عاماً، وقد عُرِف عنه أداؤه لأذان فجر كل يوم إثنين لآخر ستة عشر عاماً من مسيرته كمؤذن.

## وفاته
توفي محمد سراج في الساعة التاسعة مساءً من يوم الجمعة 14 ربيع الأول 1437 هـ الموافق 25 ديسمبر 2015، وذلك بمستشفى النور التخصصي بعد معاناة مع المرض، وصُلي عليه بعد صلاة الفجر من يوم السبت 15 ربيع الأول، ودُفِن في مقبرة المعلاة بمكة المكرمة.